# Chetogena parisiaca
Chetogena parisiaca är en tvåvingeart som först beskrevs av Robineau-desvoidy 1863.  Chetogena parisiaca ingår i släktet Chetogena och familjen parasitflugor.
Artens utbredningsområde är Frankrike. Inga underarter finns listade i Catalogue of Life.